# 2A busz (Eger)
Az egri 2A jelzésű autóbusz a Szalapart út és a Tihaméri malom között közlekedik a délutáni órákban. A Tihaméri malom végállomást a Sas utcán keresztül közelíti meg. A viszonylatot a Volánbusz üzemelteti. Közlekedése 2021. június 29. óta útfelújítási munkálatok miatt szünetel, helyette a 2-es busz a délutáni órákban is közlekedik.

## Útvonala
| Tihaméri malom felé | Szalapart út felé |
| --- | --- |
| Szalapart út vá. – Szalapart utca – Ráckapu tér – Széchenyi István utca – Csiky Sándor utca – Barkóczy utca – Törvényház utca – Eszterházy tér – Hatvani kapu tér – Deák Ferenc utca – Hadnagy utca – Mocsáry Lajos utca – Tinódi Sebestyén utca – Sas utca – Kertész utca – Tihaméri malom vá. | Tihaméri malom vá. – Kertész utca – Hadnagy utca – Deák Ferenc utca – Hatvani kapu tér – Eszterházy tér – Törvényház utca – Barkóczy utca – Csiky Sándor utca – Széchenyi István utca – Ráckapu tér – II. Rákóczi Ferenc utca – Ráchegy utca – Iskola utca – Szalapart utca – Szalapart út vá. |

## Megállóhelyei
Az átszállási kapcsolatok között a délelőtti órákban közlekedő 2-es busz nincs feltüntetve.
| 2A (Szalapart út – Tihaméri malom) |                                     |          |                                                                                                  |
| Perc (↓)                           | Megállóhely                         | Perc (↑) | Megállóhelyet érintő járatok                                                                     |
| 0                                  | Szalapart út végállomás             | 15       |                                                                                                  |
| 1                                  | Iskola út                           | 14       |                                                                                                  |
| 4                                  | Tűzoltó tér                         | 12       | 5, 5A, 6, 7, 7A, 11, 12, 14, 14E, 16, 112, 3405, 3406                                            |
| 6                                  | Dobó Gimnázium                      | 10       | 5, 5A, 6, 7, 7A, 11, 12, 14, 14E, 16, 112, 3405, 3406 Távolsági járatok                          |
| 8                                  | Autóbusz-állomás                    | 8        | 4, 5, 5A, 6, 7, 7A, 11, 12, 14, 14E, 16, 112, 3405, 3406, 3410 Helyközi buszok Távolsági járatok |
| 9                                  | Bazilika                            | ∫        | 4, 5, 5A, 6, 7, 7A, 11, 12, 14, 14E, 112, 3405, 3406, 3410                                       |
| 10                                 | Színház                             | 6        | 7, 7A, 11, 12, 14, 14E, 112, 3410 Helyközi buszok Távolsági járatok                              |
| ∫                                  | Sportpálya, bejárati út             | 5        | 11, 12, 14, 14E, 112, 3410 Helyközi buszok                                                       |
| 11                                 | Mocsáry Lajos út                    | ∫        |                                                                                                  |
| 12                                 | Lájer Dezső út                      | ∫        |                                                                                                  |
| 13                                 | Sas út (Tinódi utca)                | ∫        | 3, 3A, 6, 16                                                                                     |
| ∫                                  | Hadnagy utca                        | 3        | 3, 3A, 4, 5, 5A, 6, 16, 3405, 3406 Helyközi buszok Távolsági járatok                             |
| ∫                                  | Homok utca                          | 1        | 3, 3A, 4, 5, 5A, 6, 16, 3405, 3406 Helyközi buszok Távolsági járatok                             |
| 15                                 | Tihaméri malom vonalközi végállomás | 0        | 3, 3A, 4, 5, 5A, 6, 16, 3405, 3406 Helyközi buszok                                               |